# Heilig Kind Jezuskerk (Kaggevinne)

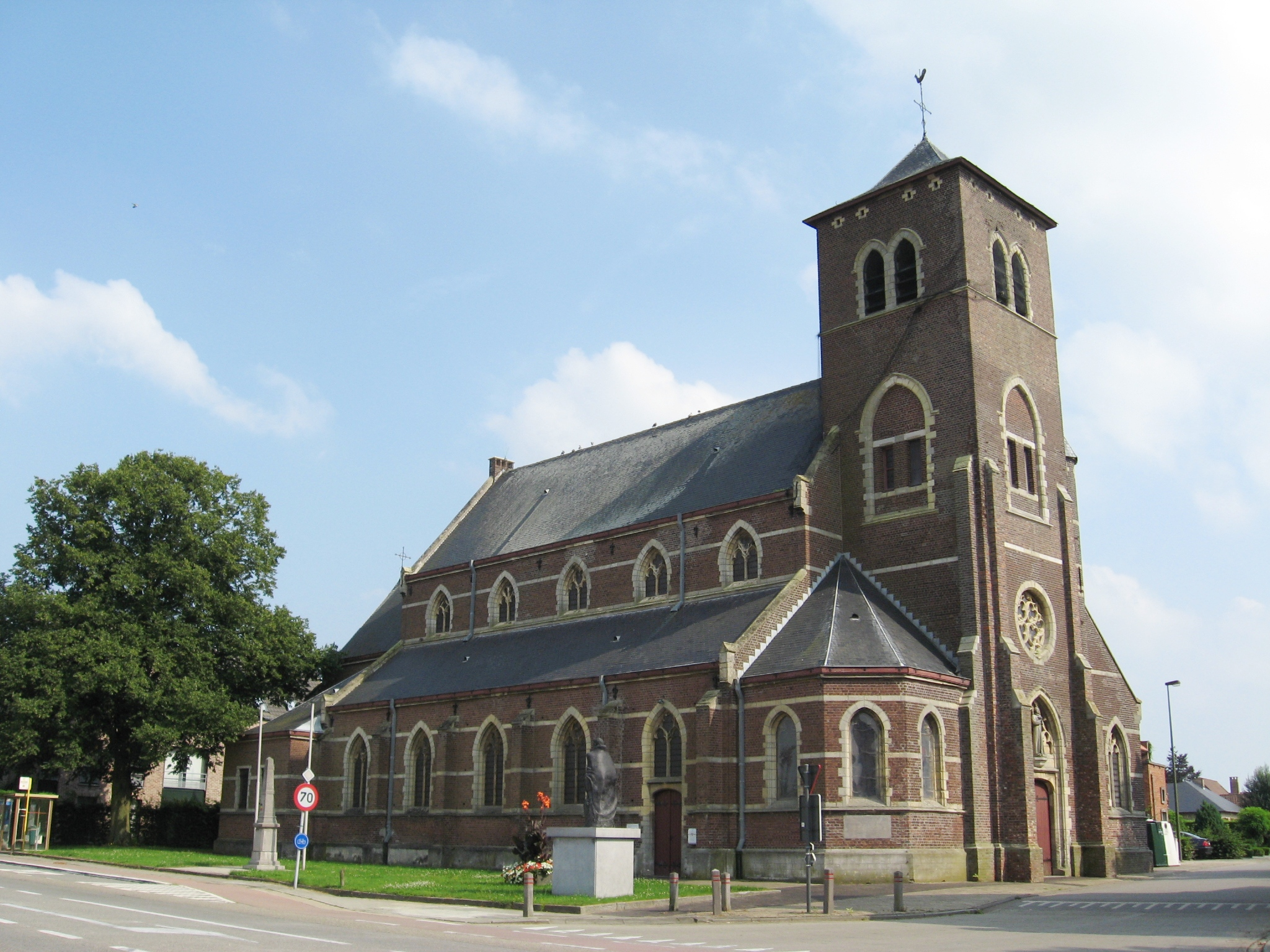
Heilig Kind Jezuskerk

De Heilig Kind Jezuskerk is de parochiekerk van de tot de Vlaams-Brabantse gemeente Diest behorende plaats Kaggevinne, gelegen aan Ketelwinning 2.

## Geschiedenis
In de middeleeuwen behoorde een deel van de gelovigen van Webbekom tot de Sint-Sulpitiusparochie van Diest, terwijl een ander deel behoorde tot de parochies van Webbekom en Schaffen. In 1803 werd Kaggevinne geheel afhankelijk van de parochie van Diest en pas in 1913 werd een noodkerk opgericht die gewijd was aan Sint-Jan Berchmans.
Van 1922-1923 werd een definitieve kerk gebouwd, naar ontwerp van A. Verheyden. Vanaf 1963 werd de kerk gewijd aan het Heilig Kind Jezus.

## Gebouw
Het betreft een georiënteerd basilicaal kerkgebouw met voorgebouwde toren en driezijdig afgesloten koor. De neogotische kerk is gebouwd in baksteen met natuurstenen sierelementen.

## Interieur
Het kerkmeubilair is 20e-eeuws.